# Kościół Przemienienia Pańskiego w Stargardzie (polskokatolicki)
Kościół Przemienienia Pańskiego w Stargardzie – położony przy ul. Nadbrzeżnej, obecnie należy do parafii Kościoła Polskokatolickiego. Kościół jest siedzibą dziekana dekanatu pomorsko-wielkopolskiego z siedzibą w Stargardzie, w diecezji wrocławskiej. Telefon kancelarii parafialnej: 601 83 42, proboszcz ks. Adam Bożacki. 
Jest to neogotycka, salowa świątynia, wzniesiona na planie prostokąta, pierwotnie pięcioprzęsłowa. Kościół powstał pod koniec XIX wieku według projektu L. Braatza. Od początku aż do 1945 kościół należał do starokatolickiej gminy Kościoła Katolicko-Apostolskiego. 
Świątynia jest obecnie trzyprzęsłowa, od wschodu zamykana pięciobocznym prezbiterium. Nad nim wznosi się arkadowy szczyt z fryzem i sterczynami. Kościół nie ucierpiał w czasie II wojny światowej, jednak aż do 1959 niszczał, ponieważ nie był użytkowany. W tymże roku wschodnią część przekazano Kościołowi Polskokatolickiemu, zaś wtedy jeszcze istniejącą zachodnią część przekazano Kościołowi Zielonoświątkowemu oraz Kościołowi Chrześcijan Baptystów. Wskutek złego stanu w 1984 rozebrano dwa zachodnie przęsła świątyni.
Kościół został wpisany do rejestru zabytków 12 grudnia 1996 pod nrem A-1324.